# Paral·lel 29° sud
El paral·lel 29° sud és una línia de latitud que es troba a 29 graus sud de la línia equatorial terrestre. Travessa l'oceà Atlàntic, l'Àfrica, l'Oceà Índic, l'Australàsia, l'Oceà Pacífic i Amèrica del Sud. A Austràlia, el paral·lel 29° sud defineix la major part de la frontera entre Queensland i Nova Gal·les del Sud.

A Austràlia, el paral·lel defineix la major part de la frontera entre Queensland i Nova Gal·les del Sud.

## Geografia
En el sistema geodèsic WGS84, al nivell de 29° de latitud sud, un grau de longitud equival a 97,438 km; la longitud total del paral·lel és de 35.078 km, que és aproximadament 88,0% de la de l'equador, del que es troba a 3.209 km i a 6.793 km del pol Sud

## Arreu del món
A partir del Meridià de Greenwich i cap a l'est, el paral·lel 29° sud passa per: 
| Coordenades                               | País. Territori o mar | Notes |
| ----------------------------------------- | --------------------- | --- |
| 29° 0′ S, 0° 0′ E / 29.000°S,0.000°E      | Oceà Atlàntic         | |
| 29° 0′ S, 16° 43′ E / 29.000°S,16.717°E   | Sud-àfrica            | Cap Septentrional Estat Lliure |
| 29° 0′ S, 27° 43′ E / 29.000°S,27.717°E   | Lesotho               | |
| 29° 0′ S, 29° 9′ E / 29.000°S,29.150°E    | Sud-àfrica            | KwaZulu-Natal |
| 29° 0′ S, 31° 44′ E / 29.000°S,31.733°E   | Oceà Índic            | |
| 29° 0′ S, 114° 45′ E / 29.000°S,114.750°E | Austràlia             | Austràlia Occidental Austràlia Meridional Frontera Queensland / Nova Gal·les del Sud — noteu que la frontera sovint cau lleugerament al sud del paral·lel Nova Gal·les del Sud Queensland Nova Gal·les del Sud |
| 29° 0′ S, 153° 29′ E / 29.000°S,153.483°E | Oceà Pacífic          | |
| 29° 0′ S, 168° 1′ E / 29.000°S,168.017°E  | Illa Norfolk          | |
| 29° 0′ S, 168° 3′ E / 29.000°S,168.050°E  | Oceà Pacífic          | Passa al nord de l'illa Raoul, Nova Zelanda |
| 29° 0′ S, 71° 30′ O / 29.000°S,71.500°O   | Xile                  | |
| 29° 0′ S, 69° 44′ O / 29.000°S,69.733°O   | Argentina             | |
| 29° 0′ S, 56° 25′ O / 29.000°S,56.417°O   | Brasil                | Rio Grande do Sul Santa Catarina |
| 29° 0′ S, 49° 25′ O / 29.000°S,49.417°O   | Oceà Atlàntic         | |